# Mária-barlang (Dorog)

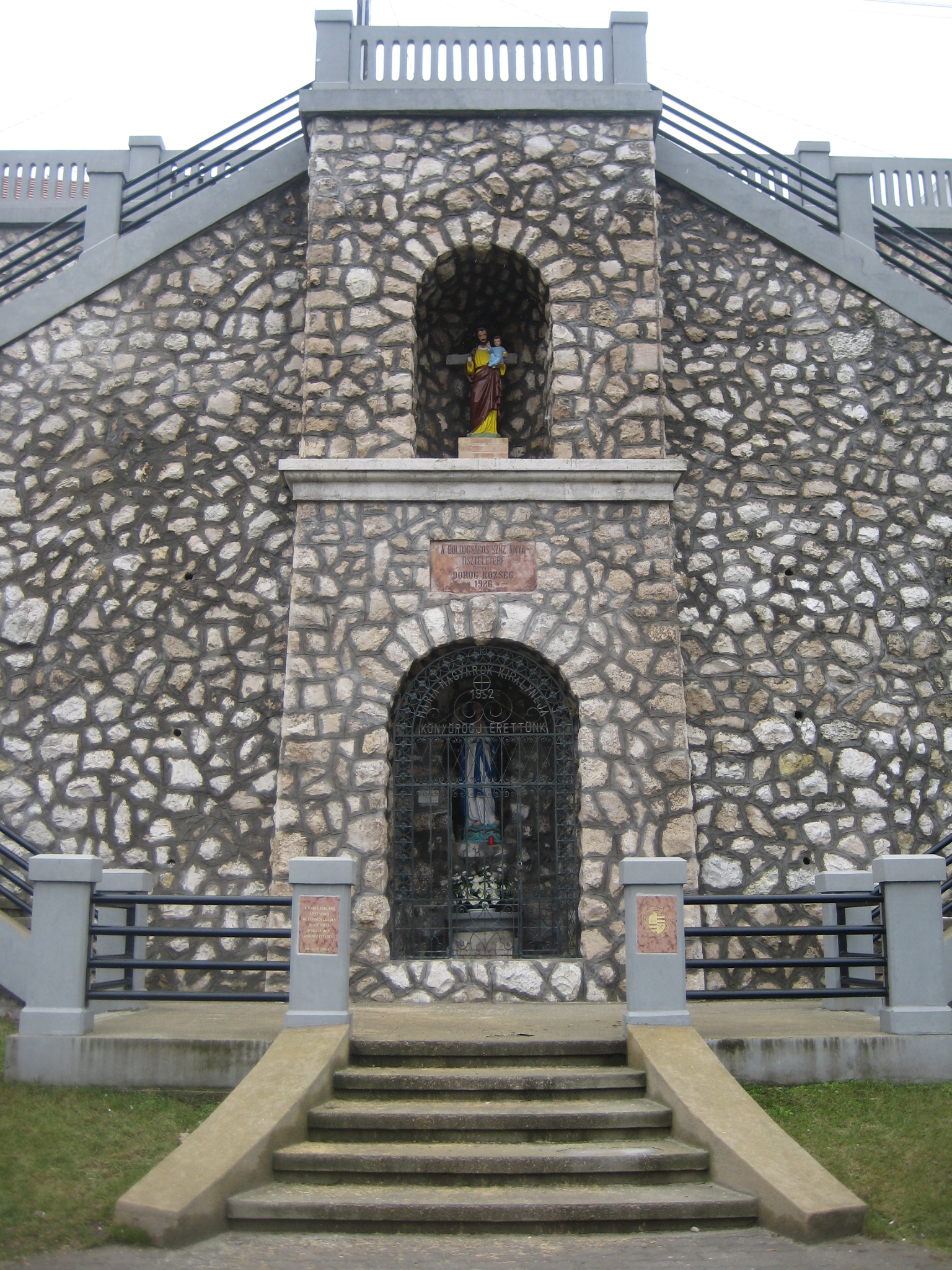
Mária-barlang

A dorogi Mária-barlang a Villa utcáról (ma Ady Endre utca) érkező vízlefolyásokat felfogni hivatott, 1925-ben épült támfal, 1926 óta kegyhely. Morva Izidor főjegyző a családját elkerülő szerencsétlenség (merénylet) emlékére barlangot építtetett a falban, melyet 1926-ban szenteltek fel. Végleges formáját az új kúttal és vízvezetékrendszerrel 1928-ban nyerte el. Építésének 80. évfordulóján, 2006-ban került sor a teljes felújítására.
Morva Izidor márványtábláján az alábbi szöveg olvasható:
| „              | A Szűz Anya megoltalmazott 1926. augusztus 7-én 3 órakor | ” |
| – Morva család |                                                          |   |